# أرزية الأمير روبرت
أرزية الأمير روبرت نوع شجري يتبع جنس الأرزية من الفصيلة الصنوبرية.

## البيئة والانتشار
موطنه جبال مقاطعتي شانكسي وهيبي في الصين.